# Elisabeth Hoffmeier
Elisabeth Hoffmeier (* 19. August 1878 in Hannover; † 15. Januar 1979 ebenda) war eine Kommunalpolitikerin in der Weimarer Republik.

## Leben
Elisabeth Hoffmeiers Vater war Armenpfleger und als Bezirksvorsteher in der Altstadt von Hannover Vertreter der Bürger auf Distrikts- beziehungsweise Stadtteilebene. Hier wuchs Elisabeth als jüngstes von sieben Geschwistern auf und besuchte die Altstädter Bürgerschule. Später heiratete sie einen Maurermeister und Bauunternehmer.
Während des Ersten Weltkriegs war Hoffmeier im Vaterländischen Frauenverein tätig und in der hannoverschen Ortsgruppe des Reichsverbandes für das Frauenstimmrecht, dem sie 1917 beitrat. 1918 beteiligte sie sich an der Gründung der Ortsgruppe der Deutschen Demokratischen Partei (DDP). 1919 wurde Hoffmeier – bis zur Eingemeindung Lindens nach Hannover zum 1. Januar 1920 – zur Bürgervorsteherin (BV) in Linden gewählt. 1924 wurde sie wiedergewählt, nun als BV für Hannover. 1929 wurde sie erneut gewählt, zunächst für die DDP, dann für die 1930 aus der DDP hervorgegangenen Deutschen Staatspartei, die im hannoverschen Bürgervorsteherkollegium eine sogenannte Arbeitsgemeinschaft der Mitt bildete mit der Deutsch-Hannoverschen Partei, der Zentrumspartei, der Wirtschaftspartei und dem Christlich-sozialen Volksdienst.
Elisabeth Hoffmeier war die frauenpolitische Sprecherin im hannoverschen Bürgervorsteherkollegium und interessierte sich nicht nur für Fragen der Wohlfahrtspflege, sondern auch für Wirtschaft und Finanzen.
Nach dem Zweiten Weltkrieg wurde Hoffmeier 1947 in den Vorstand des neugegründeten Niedersächsischen Landesverband der FDP. 1954 war sie an der Gründung des Frauenrings Hannover beteiligt.
Hoffmeier hatte zahlreiche Ehrenämter inne. Noch im Alter von 90 Jahren war sie Mitglied im Beirat der Hedwig-Heyl-Schule in Hannover.

Elisabeth Hoffmeier gehörte 

„zu den profiliertesten Kommunalpolitikerinnen der Weimarer Republik.“

## Ehrungen

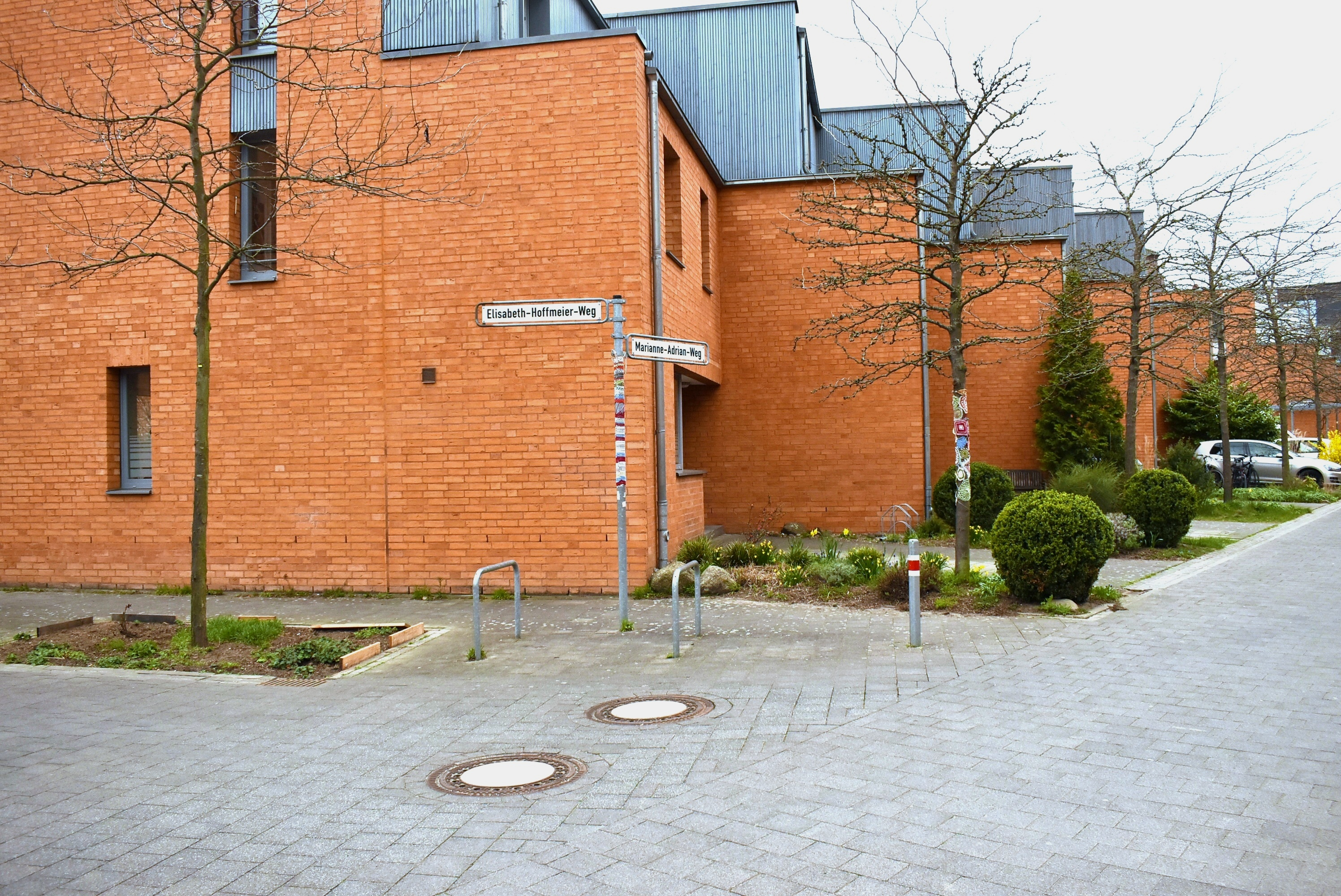
Der Elisabeth-Hommeier-Weg in Hannover-Linden

- Bundesverdienstkreuz am Bande (22. Juni 1954)[2]
- Stadtplakette Hannover, als erste Frau (9. Dezember 1959) die neu geschaffene
- Elisabeth-Hoffmeier-Weg in Linden-Mitte (2003)[3]